# Adesmus nigrolineatus
Adesmus nigrolineatus es una especie de escarabajo longicornio del género Adesmus, categorizada en la tribu Hemilophini, de la subfamilia Lamiinae. Fue descrita por Martins & Galileo en 2008.

## Descripción
Mide 11,7 mm de longitud.

## Distribución
Se distribuye por América del Norte: México.